# (168638) Waltersiegmund
(168638) Waltersiegmund est un astéroïde de la ceinture principale.

## Description
(168638) Waltersiegmund est un astéroïde de la ceinture principale. Il fut découvert le 12 février 2000 à l'observatoire d'Apache Point par le programme Sloan Digital Sky Survey. Il présente une orbite caractérisée par un demi-grand axe de 2,78 UA, une excentricité de 0,09 et une inclinaison de 2,4° par rapport à l'écliptique.

## Compléments